# Andrea Mateo de Acquaviva
Andrea Mateo de Acquaviva (1456-1528) fue un literato e ilustre protector de las ciencias. Duque de Atri y príncipe de Teramo, en el reino de Nápoles. Combatió en Otranto contra los turcos junto a su hermano Belisario Acquaviva, y luego tomó el partido de Carlos VIII de Francia y fue enviado como lugarteniente general contra los venecianos en la guerra contra el Reino de Francia y España. Hecho prisionero por el Gran Capitán en la última de las dos batallas en las que luchó, permaneció tres años prisionero. Recobrada la libertad en virtud del tratado de Segovia, mediante un crecido rescate, prefirió el reposo de las ciencias al tumulto de las armas. Compuso una Enciclopedia, unos Comentarios sobre la "Moralia" de Plutarco, fundó una magnífica imprenta en su palacio y publicó a su cargo las obras de Jacopo Sannazzaro y otros importantes trabajos.